# 시릴 투베냉
시릴 투베냉(Cyrille Thouvenin, 1976년 5월 15일 ~ )은 프랑스의 배우이다.

## 출연 작품
- 더 빌리지 오브 샤도우즈 (2010)
- 해프닝 (2008)
- 안토닌의 조각들 (2006)
- 스웻 (2002)
- 투 더 익스트림 (2000, In extremis)
- 성의 혼란 (2000)